# 古嘉赛
古嘉赛（1910年—2002年），男，藏族，青海尖扎人，藏传佛教宁玛派活佛，曾任青海省政协副主席，青海省佛教协会副会长。